# Estación de Plaza de España (Metrovalencia)
Plaza de España (Plaça Espanya en valenciano) es una estación de las líneas 1 y 2 de Metrovalencia. Se encuentra en el distrito de Extramurs (barrio de La Roqueta), en la plaza de España frente al número 1. Se inauguró el 8 de octubre de 1988, junto con el resto de estaciones subterráneas de las líneas 1 y 2, encontrándose anteriormente en superficie y formando parte de la línea del trenet hasta Villanueva de Castellón.

## El edificio
El edificio subterráneo se construyó en 1987 con las vías entre dos andenes. Dadas las complicaciones a la hora de unir las líneas de Liria y Bétera, con final de trayecto subterráneo en Plaza España, y la línea de Villanueva de Castellón, con final en esta estación, se construyó una curva muy cerrada a la salida de la estación, en la que se produjo el accidente de metro de 2006.

## Accesos
Dispone de dos accesos, uno en la intersección de la plaza de España con la calle del Pintor Benedito y otro en la intersección de dicha plaza con la calle de San Vicente Mártir. El ascensor se encuentra en este último.